# Okinka Pampa
Okinka Pampa Kanyimpa, às vezes Kanjimpa (? - 1930), ou Okinca Pampa, foi uma rainha-sacerdotisa dos Bijagós de Orango, no arquipélago de Bijagós da Guiné-Bissau. Morava em Eticoga.
A rainha Pampa Kanyimpa, membro do clã Okinka, sucedeu ao seu pai Bankajapa como governante da ilha. Cerca de 1910 foi encarregada de proteger os ancestrais da ilha e ser a guardiã das suas tradições. Esta foi uma época em que o governo de Portugal se preparava para ocupar o arquipélago de Bijagós como parte das suas reivindicações territoriais na África. Portugal viu as ilhas como uma oportunidade para expandir os seus portos comerciais e melhorar a economia dos colonos portugueses. Numa tentativa de manter a paz, Okinca Pampa resistiu às suas campanhas por algum tempo antes de finalmente assinar um tratado de paz. Ao mesmo tempo, implementou reformas sociais que expandiram os direitos das mulheres e acabaram com a escravidão. Okinca Pampa morreu em 1930 de causas naturais; o seu legado é ainda hoje comemorado nas ilhas e no continente. Foi a última rainha do povo Bijagó. Okinca Pampa é adorada em todo o arquipélago e o seu túmulo pode ser visitado.
A 14 de Outubro de 2023, o escritor português Alexandre Faria lançou o romance Okinca, assim como o livro infantojuvenil, A Princesa dos Bijagós, ambos sobre Okinca Pampa, a última Rainha dos Bijagós, relatando a história da sua vida e a sua importância na defesa humanos e na proteção do Ambiente .